# Bókai János (orvos, 1822–1884)
Bókai János id. (Igló, 1822. május 18. – Budapest, 1884. október 20.) magyar orvos- és sebészdoktor, szemészorvos, gyermekgyógyász, egyetemi tanár, a korszerű magyar gyermekorvoslás megteremtője; a budapesti Stephania szegénygyermek-kórház főorvosa, királyi tanácsos, a 3. oszt. Vaskorona-rend lovagja, a magyar orvosi könyvkiadó-társaság alelnöke és az országos központi védhimlőoltó igazgatója. Ifj. Bókay János orvos édesapja.

## A Bókai/Bókay család
Eredeti családi neve Bock, amelyet 1849 májusában – Jókai Mór ösztönzésére – Bókaira magyarosított, kifejezve eltökéltségét a magyar szabadság iránt. Szepességi német evangélikus vallású polgári családból származott, amelynek ősi fészke Igló és környéke volt. Édesapja Márton Bock cipészmester, aki 1790. szeptember 2-án született; édesanyja Scholtz Anna. Öt gyermekük született, közöttük 1822. május 18-án János.

## Iskolái
Középiskoláit szülővárosában kezdte; Rozsnyón, Lőcsén és Eperjesen járt az evangélikus középtanodába, német környezetben nevelkedett, magyarul csak 16 évesen tanult meg, előbb könyvekből, majd igazán Pesten, medikusként. Később Sárospatakon folytatott jogi tanulmányokat, amelyet száraznak és ridegnek tartott, így 1841-ben Pesten beiratkozott az orvosi karra. Az első négy esztendőt itt, az ötödik évet Bécsben végezte; itt mélyült el az új bécsi orvosi iskola szellemében. 1846-ban a pesti gyermekkórház tiszteletbeli segédorvosa volt dr. Schöpf (Mérei) mellett.

## Az orvosi pálya kezdetén
Orvosi diplomáját 1847-ben Pesten szerezte meg, még ebben az évben sebész-szülészmesteri oklevelet is kapott. Orvosi disszertációjának a dongaláb volt a témája. Hamarosan Schöpf-Merei Ágost által vezetett kórházában lett segédorvos. Kezdetben nem gyermekgyógyászattal, hanem ortopédiával kívánt foglalkozni, és talán sebész lett volna, ha nem tör ki az 1848–49-es forradalom és szabadságharc. Ennek kitörésekor nemzetőr szolgálatot teljesített, baráti köre azon Pilvax-kávéházi ifjak közül került ki, amelyet Petőfi Sándor, Jókai Mór, Vasvári Pál fémjelez. A szabadságharc leverése után Schöpf-Merei Ágost Kossuth Lajossal együtt külföldre emigrált, így Bókai János ideiglenesen átvette a gyermekkórház vezetését.

## A pesti Szegénygyermek-kórház élén
Gyermekorvosi pályájának elején nemcsak a gyermekhalandósággal, a legkülönbözőbb gyermekjárványokkal és betegségekkel kellett megvívnia, hanem sokan a gyermekgyógyászat mint önálló szakterület létjogosultságát is kétségbe vonták. A kórház azonban csakhamar a beteg gyermekek „központja” lett, amelyet nemcsak egy haladó alapítvány működtetett, de a szegény gyermekek után Pest város is alig-alig fizetett valamit. Ám társadalmi összefogással, tehetős és jótékony polgárok adományaiból sikerült talpra állítania kórházát, a pesti Szegénygyermek-kórházat, amelynek igazgatójának hivatalosan 1852. február 15-én nevezték ki. 1861-ben a pesti orvosi karon a gyermekgyógyászat magán-, 1867-ben rendkívüli, 1874-ben pedig nyilvános és rendes tanára lett.
A kiegyezés után, 1868-ban felállított Országos Közegészségügyi Tanács tagjává nevezték ki; a testület a magyar orvos- és egészségügy legfőbb elvi szervezete volt. 1868 és 1874 között a Fővárosi Orvosegylet elnöki tisztét töltötte be, azonkívül a magyar orvosi könyvkiadótársulat alelnöke és igazgatósági tagja volt. Kollégái megbecsülését élvezve Balassa János legszűkebb baráti körének tagja lett, annak az orvosi körnek, amelyet a hazai orvostörténet-írás „pesti orvosi iskola”-ként emleget. Ez a kör a neoabszolutizmus korában kidolgozta a hazai egészségügy teljes reformját, előkészítette az orvosképzés megújítását, az 1876. évi közegészségügyi törvény alapelveit. A hazai himlőoltás országos irányítójaként befolyást gyakorolt a járványok megelőzésének szakmai kimunkálására, éveken keresztül irányította az Országos Központi Védhimlőintézetet. 1872. január 22-én királyi tanácsossá, 1872. február 2-án a gyermekgyógyászattan nyugalmazott rendes tanárává nevezték ki.

## Oktatómunka
A gyógyító munkája mellett elmélyült kutatásokat végzett, és 1873-tól egészen haláláig gyermekorvostant tanított a budapesti egyetemen. Az oktatást nem csak az orvosokra, a bábákra is kiterjesztette. Szakmunkatársak sorát szervezte maga mellé. Helyiséget nyitott az orvostanhallgatók egyesületének. A gyermekkórház legnehezebb időszakában, mikor 1850-ben katonák beszállásolása miatt 12-re csökkent az ágyak száma, két és fél évig saját zsebéből fizette másodorvosát. Lakóhelyre és vallásra való tekintet nélkül vették fel a gyermekeket 13 éves korig, szopó csecsemőket általában anyjukkal együtt. Emellett ingyenes rendelést is tartottak. Az évente benn ápoltak száma 30 év alatt alatt tízszeresre, a bejáróké hatszorosra, az ágyaké ötszörösre nőtt; a kezdetleges szegény gyermekkórház európai színvonalúvá fejlődött, és 1883 szeptemberében új helyre költözött. Az egykori 12 ágyas Szegénygyermek-kórház – már Stefánia Gyermekkórház néven – 144 ággyal megújult, és a hazai gyermekgyógyászat igazi központjává vált. E kórházat Bókai János nem kis erőfeszítéssel a legkorszerűbb hazai intézménnyé szervezte meg. Az új kórházi épület felavatása alkalmából a Vaskorona-renddel tüntették ki.

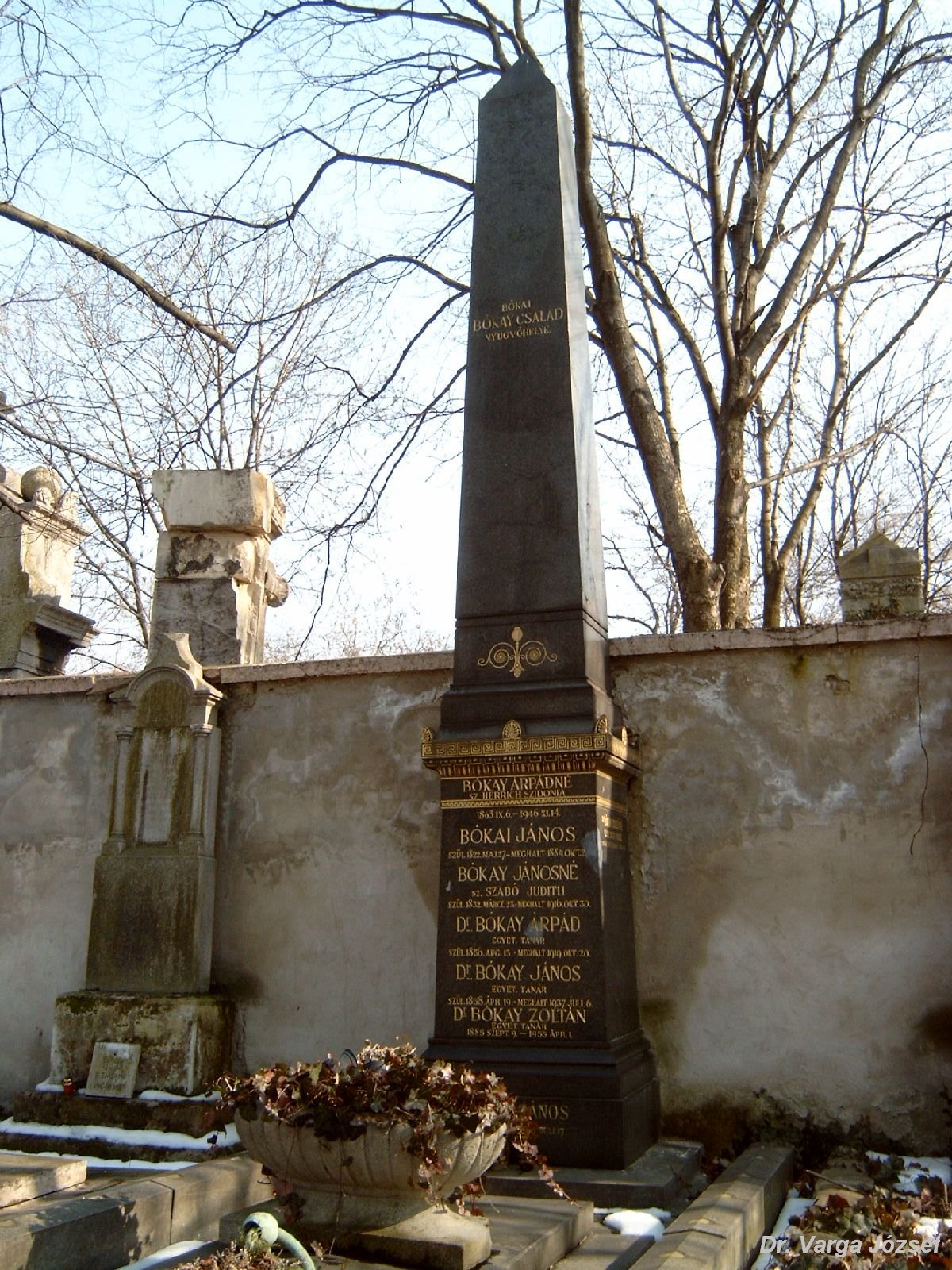
A Bókai/Bókay-család sírja Budapesten. Kerepesi temető: J. 490.

Ám Bókai János az új kórház megnyitása után nem sokkal megbetegedett, és 62 éves korában, 1884. október 20-án meghalt. A Kerepesi temetőben helyezték végső nyugalomra; síremlékét Kiss István készítette. 
Halálának időpontja talán szimbolikus jelentőségű, hiszen nemcsak az oktatás megszervezését, a hazai gyermekvédelem és gyógyászat alapjainak letételét tekintette életcéljának, hanem annak a kórháznak a felépítését, amely ennek központja is lehet. Valójában elérte célját, a legnagyobb tisztelet vette körül, de tudományos pályafutását nem koronázta meg az MTA tagsága. Furcsa fintora a magyar orvostörténelemnek, hogy a magyar gyermekgyógyászat megteremtője nem lehetett akadémiai tag. Az előterjesztés megtörtént, de egyetlen szavazat hiányában nem választotta tagjává az MTA tudós testülete.
Életműve valójában fia, Bókay János (1858–1937) munkásságában teljesült be, aki nemcsak a kórházban, hanem az egyetemi katedrán is követte apját. Másik fia, Bókay Árpád (1856–1919) szintén orvos lett. Idősebb Bókai János emlékét Budapest VIII. kerületében utcanév is őrzi, a hálás utókor pedig az Üllői úton – az egykori Stefánia kórház, a mai I. sz. Gyermekklinika előkertjében –, a kórház előtt szobrot állított fel.

## Házassága és leszármazottjai
Felesége a nemesi származású szántói Szabó Judit (1832–1916), szántói Szabó József és baracskai Szűts Krisztina lánya volt. A házasságukból született:
- Ifj. bókai dr. Bókay János (1858–1937) orvos.
- bókai dr. Bókay Árpád (1856–1919), belgyógyász, farmakológus, egyetemi tanár.[7]

## Tudományos munkái, érdeklődési területei
- A garatmögötti tályogokról. (Abscessus retropharyngealis) és a garatmögötti nyirkmirigylobról (Lymphadenitis retropharyngealis) gyermekeknél (1876)
- Über Retropharyngeal-Abscesse bei Kindern. Leipzig, 1876
- kiadta a pesti szegény-gyermekkórház Évkönyvét 1852-re
- Krankheiten der männlichen Sexualorgane, Die Krankheiten der Harnblase és Die Krankheiten des Mastdarms und des Afters (1878–79, Ism. Orv. Hetilap)

Munkatársa volt
1. az Orvosi Hetilapnak (1857-től, azaz keletkezésétől),
2. a Zeitschrift für Natur- und Heilkunde-nak (1859),
3. a lipcsei Jahrbuch für Kinderheilkunde-nek (1871–76)
4. a Pester Med. Chirurg. Presse-nek (1871, 1879, 1881)
5. a Jahrbuch für Kinderheilkunde-nek (1880–81)
6. a tübingai Handbuch für Kinderkrankheiten-nek

## Róla írták
- Varga Lajos: Adatok id. Bókai János életrajzához (Orvostörténeti Közlemények 19., 1960, 237–239.)
- Kapronczay Károly: Id. Bókai János emlékezete (Természet Világa 115., 1984. 8., 378–379.)
- Az orvosi tudomány magyar mesterei (Markusovszky-társaság, Bp., 1924); id. Bókai János fejezetét írta Hirschler Ignác (pp. 167–177.)
- Varga L.: Bókai János (Orvosi Hetilap, 1962)
- Kapronczay Károly: Id. Bókai János emlékezete – születésének évfordulójára (Egészség 110., 1997. 2. 30.)
- Kapronczay Károly: 175 éve született id. Bókai János (Orvosi Hetilap 139. (2), 1998, 81–82.)